# Proselyt
Proselyt (grek. en som tillkommit) är en nyligen vunnen anhängare av en viss åsikt, oftast en trosuppfattning men i överförd bemärkelse även politisk. En proselyt vinns oftast över genom värvning eller mission. Begreppet syftar oftast på personer som konverterat till judendomen, efter Kristus även om personer som konverterat till kristendomen.